# Morti nel 1879
| Questa pagina contiene informazioni ricavate automaticamente dalle voci biografiche con l'ausilio del template Bio e di un bot. L'aggiornamento è periodico e automatico e ricostruisce completamente la pagina. Se manca una persona in questa lista, sei pregato di non aggiungerla, ma accertati piuttosto che la sua voce biografica contenga il template Bio e che i dati anagrafici siano correttamente compilati. Se il template Bio manca, inseriscilo tu stesso o, in alternativa, metti l'avviso {{tmp\|Bio}} che ne segnala la mancanza. Se i dati riportati sono sbagliati, correggi direttamente la voce biografica; le modifiche saranno visibili in questa lista entro pochi giorni. Per chiarimenti vedi il progetto biografie. La lista contiene solo le 368 persone che sono citate nell'enciclopedia e per le quali è stato implementato correttamente il template Bio. Pagina aggiornata al 10 ago 2025. |

## Gennaio(33)
- 2 gennaio - Caleb Cushing, politico e diplomatico statunitense (n. 1800)
- 5 gennaio - Bartolomeo Gastaldi, geologo italiano (n. 1818)
- 8 gennaio - Baldomero Espartero, generale e politico spagnolo (n. 1793)
- 10 gennaio - Jacob Bigelow, fisico e botanico statunitense (n. 1787)
- 11 gennaio - Achille Farina, pittore, litografo e ceramista italiano (n. 1804)
- 11 gennaio - Antoine-Augustin Préault, scultore francese (n. 1809)
- 12 gennaio - Halil Şerif Pascià, diplomatico e politico ottomano (n. 1831)
- 12 gennaio - Auguste Ambroise Tardieu, medico e criminologo francese (n. 1818)
- 13 gennaio - Jakob Dubs, giurista svizzero (n. 1822)
- 13 gennaio - Ulrich Ochsenbein, avvocato, politico e militare svizzero (n. 1811)
- 13 gennaio - Enrico di Orange-Nassau, ammiraglio olandese (n. 1820)
- 14 gennaio - Tat'jana Aleksandrovna Ribaupierre, nobildonna russa (n. 1829)
- 15 gennaio - Edward Matthew Ward, pittore inglese (n. 1816)
- 16 gennaio - Lorenzo Salvi, tenore italiano (n. 1810)
- 17 gennaio - Nikolaj Andreevič Išutin, rivoluzionario russo (n. 1840)
- 17 gennaio - Pasquale Mattej, pittore, disegnatore e archeologo italiano (n. 1813)
- 18 gennaio - Ernest Lacan, giornalista, critico d'arte e fotografo francese (n. 1828)
- 21 gennaio - Carlo Canella, pittore italiano (n. 1800)
- 21 gennaio - Ljuben Karavelov, scrittore bulgaro (n. 1834)
- 22 gennaio - Nevill Coghill, militare britannico (n. 1852)
- 22 gennaio - Joseph-Louis Duc, architetto francese (n. 1802)
- 22 gennaio - Anthony Durnford, militare britannico (n. 1830)
- 22 gennaio - Teignmouth Melvill, militare britannico (n. 1842)
- 22 gennaio - Henry Burmester Pulleine, militare britannico (n. 1838)
- 22 gennaio - Guido Sandberger, paleontologo, geologo e zoologo tedesco (n. 1821)
- 24 gennaio - Heinrich Geissler, fisico tedesco (n. 1814)
- 26 gennaio - Julia Margaret Cameron, fotografa inglese (n. 1815)
- 26 gennaio - Lydia Folger Fowler, medico, attivista e scienziata statunitense (n. 1823)
- 26 gennaio - Giovanni Pandiani, scultore italiano (n. 1809)
- 28 gennaio - Antonio Benedetto Antonucci, cardinale e arcivescovo cattolico italiano (n. 1798)
- 28 gennaio - Giuseppe Moricci, pittore e disegnatore italiano (n. 1806)
- 30 gennaio - Friedrich von Lipp, generale tedesco (n. 1806)
- 31 gennaio - Giuseppe Gallotti, politico italiano (n. 1803)

## Febbraio(24)
- 2 febbraio - Pio Bersani, politico italiano
- 2 febbraio - Cesare Della Vida, banchiere, politico e armatore italiano (n. 1817)
- 3 febbraio - Anna Temple-Nugent-Brydges-Chandos, attivista britannica (n. 1820)
- 6 febbraio - Miķelis Krogzemis, poeta lettone (n. 1850)
- 7 febbraio - Giovanni Bezzi, politico italiano (n. 1796)
- 8 febbraio - Louis François Clairville, poeta e drammaturgo francese (n. 1811)
- 8 febbraio - Pascal Coste, architetto francese (n. 1787)
- 10 febbraio - Honoré Daumier, pittore e scultore francese (n. 1808)
- 10 febbraio - Paul Gervais, zoologo e paleontologo francese (n. 1816)
- 11 febbraio - Cyrus Pitt Grosvenor, religioso e inventore statunitense (n. 1792)
- 12 febbraio - Luigi Bompani, chirurgo e naturalista italiano (n. 1814)
- 14 febbraio - Félix António de Brito Capello, biologo e aracnologo portoghese (n. 1828)
- 16 febbraio - Émile Prisse d'Avennes, egittologo francese (n. 1807)
- 16 febbraio - Frederick Smith, entomologo britannico (n. 1805)
- 18 febbraio - Priscilla Wellesley-Pole, nobildonna e artista inglese (n. 1793)
- 18 febbraio - Fortunato Zeni, naturalista italiano (n. 1819)
- 21 febbraio - Sher Ali Khan, emiro afghano (n. 1825)
- 21 febbraio - Jacob Aaron Westervelt, politico statunitense (n. 1800)
- 23 febbraio - Albrecht von Roon, militare e politico tedesco (n. 1803)
- 25 febbraio - John Rose Holden, politico canadese (n. 1821)
- 25 febbraio - Karl Wilhelm von Willisen, generale prussiano (n. 1790)
- 27 febbraio - Filippo Maria Guidi, cardinale e arcivescovo cattolico italiano (n. 1815)
- 27 febbraio - Vjačeslav Konstantinovič Romanov, nobile russo (n. 1862)
- 28 febbraio - Hortense Allart, scrittrice e saggista francese (n. 1801)

## Marzo(32)
- 1º marzo - Joachim Heer, politico svizzero (n. 1825)
- 3 marzo - William Kingdon Clifford, matematico e filosofo britannico (n. 1845)
- 3 marzo - Samuele Della Vida, dirigente d'azienda, imprenditore e banchiere italiano (n. 1788)
- 4 marzo - Pietro Fanfani, scrittore, filologo e funzionario italiano (n. 1815)
- 5 marzo - Rosalia von Rauch, contessa tedesca (n. 1820)
- 6 marzo - Eduard von Kielmansegg, politico tedesco (n. 1804)
- 7 marzo - Francesco Piazza, politico italiano (n. 1810)
- 7 marzo - Antonio Tantardini, scultore italiano (n. 1829)
- 9 marzo - Giovanni Andrea D'Andrea, giurista italiano (n. 1804)
- 10 marzo - Paul von Thurn und Taxis, militare tedesco (n. 1843)
- 12 marzo - David Moriarty, militare britannico (n. 1837)
- 13 marzo - Adolf Anderssen, scacchista tedesco (n. 1818)
- 13 marzo - Saverio Baldacchini, poeta, letterato e politico italiano (n. 1800)
- 13 marzo - Benedetto Riccabona de Reichenfels, vescovo cattolico italiano (n. 1807)
- 17 marzo - Ludwig Reichenbach, botanico, ornitologo e illustratore tedesco (n. 1793)
- 19 marzo - Claire Clairmont, inglese (n. 1798)
- 19 marzo - Domenico Elena, prefetto e politico italiano (n. 1811)
- 20 marzo - Giancarlo de Moll, generale austriaco (n. 1797)
- 21 marzo - Leopoldo Curci, medico e poeta italiano (n. 1794)
- 21 marzo - Léonie d'Aunet, scrittrice, drammaturga e esploratrice francese (n. 1820)
- 23 marzo - Ferdinando Pratesi, coreografo italiano (n. 1831)
- 24 marzo - Antonio Berti, medico e politico italiano (n. 1812)
- 24 marzo - Juan Antonio Pezet, politico peruviano (n. 1809)
- 25 marzo - Cristoforo Mazara, nobile e politico italiano (n. 1809)
- 27 marzo - Hércules Florence, inventore e pittore francese (n. 1804)
- 27 marzo - Ilarione Sillani, vescovo cattolico italiano (n. 1812)
- 27 marzo - Valdemaro di Prussia, principe prussiano (n. 1868)
- 30 marzo - Teodoro Cottrau, compositore italiano (n. 1827)
- 30 marzo - Thomas Couture, pittore francese (n. 1815)
- 30 marzo - Thomas J. Dryer, politico e editore statunitense (n. 1808)
- 31 marzo - Innocenzo d'Alaska, religioso e santo russo (n. 1797)
- 31 marzo - Sebastiano Purgotti, chimico, matematico e filosofo italiano (n. 1799)

## Aprile(36)
- 2 aprile - Luigi Bonazzi, storico e attore teatrale italiano (n. 1811)
- 2 aprile - Carl Göring, scacchista e filosofo tedesco (n. 1841)
- 4 aprile - Heinrich Wilhelm Dove, medico e meteorologo prussiano (n. 1803)
- 4 aprile - Elizabeth Patterson Bonaparte, mercante statunitense (n. 1785)
- 5 aprile - Massimo Cordero di Montezemolo, politico e prefetto italiano (n. 1807)
- 5 aprile - Giuseppe Pisanelli, giurista e politico italiano (n. 1812)
- 6 aprile - Vinzenz Gasser, vescovo cattolico e teologo austriaco (n. 1809)
- 6 aprile - Gian Giacomo Poldi Pezzoli d'Albertone, collezionista d'arte italiano (n. 1822)
- 7 aprile - Begum Hazrat Mahal, nobile indiana (n. 1820)
- 8 aprile - Asa Fitch, entomologo statunitense (n. 1809)
- 8 aprile - Antonio Panizzi, patriota, bibliotecario e bibliografo italiano (n. 1797)
- 8 aprile - Nikolaj Ivanovič Zaremba, docente e compositore russo (n. 1821)
- 9 aprile - Ernst Friedrich Richter, musicista tedesco (n. 1808)
- 10 aprile - Bartolomeo Merelli, impresario teatrale e librettista italiano (n. 1794)
- 12 aprile - Richard Taylor, politico e generale statunitense (n. 1826)
- 12 aprile - Hippolyte de Villemessant, giornalista francese (n. 1810)
- 14 aprile - Lionardo Vigo Calanna, poeta, filologo e politico italiano (n. 1799)
- 14 aprile - Paolo Volpicelli, fisico e matematico italiano (n. 1804)
- 15 aprile - François Eugène Sanglé-Ferrière, generale francese (n. 1815)
- 16 aprile - Peter Kozler, geografo austriaco (n. 1824)
- 16 aprile - Bernadette Soubirous, mistica e religiosa francese (n. 1844)
- 17 aprile - Federico Colla, funzionario e politico italiano (n. 1790)
- 21 aprile - John Adams Dix, politico e generale statunitense (n. 1798)
- 23 aprile - Elisabetta Fiorini Mazzanti, botanica e scrittrice italiana (n. 1799)
- 23 aprile - James Innes-Ker, VI duca di Roxburghe, nobile scozzese (n. 1816)
- 23 aprile - George Walker, scacchista britannico (n. 1803)
- 25 aprile - Jean-Baptiste Henri Durand-Brager, pittore, incisore e fotografo francese (n. 1814)
- 26 aprile - Carlo Luigi Morichini, cardinale e arcivescovo cattolico italiano (n. 1805)
- 26 aprile - Andrej Ľudovít Radlinský, presbitero, linguista e pedagogo slovacco (n. 1817)
- 26 aprile - Édouard-Léon Scott de Martinville, editore francese (n. 1817)
- 27 aprile - Stephen Randall Harris, politico statunitense (n. 1802)
- 28 aprile - Thilo Irmisch, botanico tedesco (n. 1816)
- 28 aprile - Maria Cristina d'Orléans (n. 1852)
- 28 aprile - Teofilo Sola, imprenditore italiano (n. 1831)
- 29 aprile - Teobaldo Cesari, abate italiano (n. 1804)
- 30 aprile - Sarah Josepha Hale, scrittrice, attivista e editrice statunitense (n. 1788)

## Maggio(34)
- 3 maggio - Richard Laming, chirurgo, filosofo e inventore britannico (n. 1799)
- 4 maggio - William Froude, ingegnere britannico (n. 1810)
- 5 maggio - Félix Charles Douay, generale francese (n. 1816)
- 5 maggio - Giovanni Battista Michelini, politico, giornalista e avvocato italiano (n. 1797)
- 7 maggio - Charles De Coster, scrittore belga (n. 1827)
- 8 maggio - John De Mansfield Absolon, pittore inglese (n. 1843)
- 9 maggio - Virginio Bordino, militare e progettista italiano (n. 1804)
- 9 maggio - Karolina Gerhardinger, religiosa tedesca (n. 1797)
- 9 maggio - August Grisebach, botanico tedesco (n. 1814)
- 9 maggio - Stepanos Nazarian, editore, critico letterario e giornalista armeno (n. 1812)
- 11 maggio - Clito Carlucci, medico italiano (n. 1810)
- 12 maggio - Ludwig Angerer, fotografo austriaco (n. 1827)
- 14 maggio - Henry Sewell, politico neozelandese (n. 1807)
- 15 maggio - Ludwig Diestel, teologo tedesco (n. 1825)
- 15 maggio - Gottfried Semper, architetto tedesco (n. 1803)
- 15 maggio - Jakob Stämpfli, politico svizzero (n. 1820)
- 17 maggio - Erwein di Leyen, principe, militare e politico tedesco (n. 1798)
- 18 maggio - Édouard Spach, botanico francese (n. 1801)
- 19 maggio - Giovanni Battista Bassi, architetto, matematico e meteorologo italiano (n. 1792)
- 20 maggio - Peter Michal Bohúň, pittore slovacco (n. 1822)
- 20 maggio - Carl Wilhelm Schnars, archeologo, giornalista e viaggiatore tedesco (n. 1806)
- 21 maggio - Arturo Prat, ufficiale cileno (n. 1848)
- 21 maggio - Pietro Calà Ulloa, magistrato, politico e saggista italiano (n. 1801)
- 22 maggio - Johan Peter Aagaard, incisore danese (n. 1818)
- 22 maggio - Edward Backhouse, filantropo e scrittore inglese (n. 1808)
- 24 maggio - William Lloyd Garrison, giornalista statunitense (n. 1805)
- 24 maggio - Cesare Mussini, pittore italiano (n. 1804)
- 24 maggio - Jean-Marie Saisset, militare e politico francese (n. 1810)
- 25 maggio - Eugenio Agneni, patriota e pittore italiano (n. 1816)
- 25 maggio - Karl Heinrich Koch, botanico tedesco (n. 1809)
- 26 maggio - Valerian Andreevič Osinskij, rivoluzionario russo (n. 1852)
- 29 maggio - Pierre Adolphe Piorry, medico francese (n. 1794)
- 30 maggio - Domenico Serra, politico italiano (n. 1805)
- 31 maggio - Johann von Schraudolph, pittore tedesco (n. 1808)

## Giugno(22)
- 1º giugno - Napoleone Eugenio Luigi Bonaparte, militare francese (n. 1856)
- 1º giugno - Carl Giskra, politico austriaco (n. 1820)
- 1º giugno - Charles Marville, fotografo francese (n. 1813)
- 1º giugno - James Shields, politico e generale statunitense (n. 1810)
- 3 giugno - Giovanni Andrea Gasparini, patriota e medico italiano (n. 1831)
- 3 giugno - Lionel de Rothschild, banchiere, politico e filantropo britannico (n. 1808)
- 4 giugno - Pietro Luigi Speranza, vescovo cattolico italiano (n. 1801)
- 5 giugno - August Krönig, chimico e fisico tedesco (n. 1822)
- 9 giugno - Aleksandr Konstantinovič Solov'ëv, rivoluzionario russo (n. 1846)
- 11 giugno - Guglielmo di Orange-Nassau, principe olandese (n. 1840)
- 12 giugno - Tito Strocchi, patriota, giornalista e scrittore italiano (n. 1846)
- 14 giugno - Johann Karl Friedrich Rosenkranz, filosofo tedesco (n. 1805)
- 16 giugno - Giuseppe Pilla, avvocato e patriota italiano (n. 1822)
- 17 giugno - Domenico Carafa della Spina di Traetto, cardinale e arcivescovo cattolico italiano (n. 1805)
- 19 giugno - Gaetano Pasqui, agronomo italiano (n. 1807)
- 21 giugno - Melchiorre Balbi, musicista, compositore e musicologo italiano (n. 1796)
- 22 giugno - Ahmad Shah Tajuddin Mukarram di Kedah, sovrano malese (n. 1832)
- 24 giugno - Charles Hays, politico statunitense (n. 1834)
- 24 giugno - Eliseo Sala, pittore italiano (n. 1813)
- 26 giugno - Richard Heron Anderson, militare statunitense (n. 1821)
- 27 giugno - Margherita Bays, beata svizzera (n. 1815)
- 27 giugno - John Lawrence, I barone Lawrence, politico britannico (n. 1811)

## Luglio(20)
- 1º luglio - Carlo Annoni, religioso, storico e archeologo italiano (n. 1795)
- 2 luglio - Giovanni Vacca, ammiraglio e politico italiano (n. 1810)
- 7 luglio - George Caleb Bingham, pittore statunitense (n. 1811)
- 7 luglio - Angelina Fioretti, ballerina italiana (n. 1843)
- 7 luglio - Béla Wenckheim, politico ungherese (n. 1811)
- 9 luglio - Lodovico Pallavicino Mossi, politico italiano (n. 1803)
- 11 luglio - William Allen, politico statunitense (n. 1803)
- 14 luglio - Thomas Maclear, astronomo britannico (n. 1794)
- 14 luglio - Marcello, scultrice e pittrice svizzera (n. 1836)
- 15 luglio - Zelindo Ciro Boddi, politico italiano (n. 1811)
- 15 luglio - Johann Friedrich von Brandt, naturalista tedesco (n. 1802)
- 16 luglio - Giacomo Dina, giornalista e politico italiano (n. 1824)
- 16 luglio - Paolo Franzini Tibaldeo, generale italiano (n. 1814)
- 16 luglio - Maria Teresa di Savoia, principessa (n. 1803)
- 19 luglio - Louis Favre, architetto e ingegnere svizzero (n. 1826)
- 24 luglio - Jean Louis Auguste Commerson, aforista, drammaturgo e giornalista francese (n. 1802)
- 26 luglio - Mustapha Khaznadar, politico ottomano (n. 1817)
- 27 luglio - Friedrich von Gerolt, diplomatico e nobile tedesco (n. 1797)
- 28 luglio - Guglielmo di Meclemburgo-Schwerin, principe e generale tedesco (n. 1827)
- 29 luglio - Silvestro Gherardi, fisico e storico della scienza italiano (n. 1802)

## Agosto(24)
- 2 agosto - Bernardino Zendrini, germanista, critico letterario e traduttore italiano (n. 1839)
- 3 agosto - Giulia Molino-Colombini, scrittrice, poetessa e pedagoga italiana (n. 1812)
- 3 agosto - Giovanni Pantaleo, patriota e militare italiano (n. 1831)
- 4 agosto - Adelaide Kemble, cantante lirica e scrittrice inglese (n. 1815)
- 5 agosto - Maria de Pilar di Borbone-Spagna, nobile spagnola (n. 1861)
- 5 agosto - Agostino Pieri, fantino italiano (n. 1837)
- 6 agosto - Johann von Lamont, astronomo scozzese (n. 1805)
- 7 agosto - August von Cetto, diplomatico e nobile tedesco (n. 1794)
- 7 agosto - Alessandro Porro, politico italiano (n. 1814)
- 7 agosto - Paride Suzzara Verdi, patriota, giornalista e politico italiano (n. 1826)
- 8 agosto - Matteo Pescatore, giurista, magistrato e politico italiano (n. 1810)
- 11 agosto - Luigi Biraghi, presbitero italiano (n. 1801)
- 14 agosto - Ivan Davidovič Lazarev, generale russo (n. 1820)
- 18 agosto - Giuseppe Lauria, magistrato e politico italiano (n. 1805)
- 18 agosto - Antonino Morana, vescovo cattolico italiano (n. 1824)
- 22 agosto - Juan de Jesús Ayala y García, presbitero e politico dominicano (n. 1789)
- 22 agosto - Friedrich August Kummer, violoncellista, compositore e docente tedesco (n. 1797)
- 22 agosto - Dmitrij Andreevič Lizogub, rivoluzionario russo (n. 1849)
- 26 agosto - Josep Caixal i Estradé, vescovo cattolico spagnolo (n. 1803)
- 26 agosto - Édouard Chassaignac, medico francese (n. 1804)
- 27 agosto - Rowland Hill, filatelista e funzionario britannico (n. 1795)
- 29 agosto - Jeanne Jugan, religiosa francese (n. 1792)
- 29 agosto - Isidoro La Lumia, storico e politico italiano (n. 1823)
- 30 agosto - John Bell Hood, generale statunitense (n. 1831)

## Settembre(29)
- 1º settembre - Hippolyte Sebron, pittore e fotografo francese (n. 1801)
- 3 settembre - Pierre-Louis Cavagnari, diplomatico e militare inglese (n. 1841)
- 4 settembre - Edward Blore, architetto e antiquario inglese (n. 1787)
- 5 settembre - Camille Doncieux, francese (n. 1847)
- 6 settembre - Isidore Taylor, drammaturgo, artista e filantropo francese (n. 1789)
- 6 settembre - Amédée de Noé, illustratore e fumettista francese (n. 1818)
- 8 settembre - Felice Frasi, organista e compositore italiano (n. 1806)
- 8 settembre - William Morris Hunt, pittore statunitense (n. 1824)
- 10 settembre - Diego Orlando, storico e giurista italiano (n. 1815)
- 11 settembre - Pietro Giovine, arcivescovo cattolico italiano (n. 1816)
- 12 settembre - Peter Arnold Heise, compositore danese (n. 1830)
- 13 settembre - Rosario Bagnasco, patriota, politico e scultore italiano (n. 1810)
- 13 settembre - Carlo Morelli, politico e medico italiano (n. 1816)
- 14 settembre - Edmund Taczanowski, militare, patriota e rivoluzionario polacco (n. 1822)
- 15 settembre - Ignazio Guiccioli, patriota e politico italiano (n. 1806)
- 15 settembre - Pietro Musone, compositore italiano (n. 1847)
- 17 settembre - Charles-Amable de la Tour d'Auvergne Lauraguais, arcivescovo cattolico francese (n. 1826)
- 17 settembre - Camillo Rondani, entomologo italiano (n. 1808)
- 17 settembre - Eugène Viollet-le-Duc, architetto e restauratore francese (n. 1814)
- 18 settembre - Malbim, rabbino ucraino (n. 1809)
- 19 settembre - Luigi Sanminiatelli Zabarella, giurista e politico italiano (n. 1834)
- 23 settembre - Francis Kilvert, scrittore inglese (n. 1840)
- 24 settembre - Anselmo Guerrieri Gonzaga, avvocato, giornalista e politico italiano (n. 1819)
- 26 settembre - Théodore Bachelet, lessicografo, bibliografo e musicologo francese (n. 1820)
- 28 settembre - Karl Friedrich Mohr, chimico tedesco (n. 1806)
- 29 settembre - Eduard Fenzl, botanico austriaco (n. 1808)
- 29 settembre - Stephen Palfrey Webb, politico statunitense (n. 1804)
- 30 settembre - Félicien Chapuis, medico e entomologo belga (n. 1824)
- 30 settembre - Pietro Salvatico, politico italiano (n. 1806)

## Ottobre(29)
- 1º ottobre - Amédée Greyfié de Bellecombe, politico francese (n. 1811)
- 1º ottobre - Ernst Hartung, generale austriaco (n. 1808)
- 2 ottobre - Antoine Chevrier, presbitero francese (n. 1826)
- 2 ottobre - Efruzina Vikent'evna Supinskaja, rivoluzionaria russa (n. 1853)
- 4 ottobre - Manuel Luís Osório, militare e politico brasiliano (n. 1808)
- 5 ottobre - Giovanni Chiarini, esploratore italiano (n. 1849)
- 7 ottobre - Richard Meade, III conte di Clanwilliam, diplomatico e politico irlandese (n. 1795)
- 8 ottobre - Miguel Grau Seminario, militare peruviano (n. 1834)
- 12 ottobre - Giovanni Masciaga, collezionista d'arte e filantropo italiano (n. 1807)
- 13 ottobre - Filippo Tranquillini, patriota e avvocato italiano (n. 1837)
- 14 ottobre - Ferdinand Kürnberger, scrittore austriaco (n. 1821)
- 16 ottobre - Robert Campbell, esploratore statunitense (n. 1804)
- 16 ottobre - Sergej Michajlovič Solov'ëv, storico russo (n. 1820)
- 17 ottobre - John Miers, botanico e ingegnere inglese (n. 1789)
- 20 ottobre - Friedrich Wilhelm Theile, anatomista e medico tedesco (n. 1801)
- 22 ottobre - Raffaele Mezzanotte, politico e magistrato italiano (n. 1811)
- 23 ottobre - Ermolao Rubieri, politico, scrittore e poeta italiano (n. 1818)
- 24 ottobre - Édouard-Théophile Blanchard, pittore francese (n. 1844)
- 24 ottobre - Tommaso Spinola, politico italiano (n. 1803)
- 24 ottobre - José Pedro Varela, sociologo, giornalista e politico uruguaiano (n. 1845)
- 26 ottobre - Andreas Aagesen, giurista danese (n. 1826)
- 26 ottobre - Teresa Berra, patriota italiana (n. 1804)
- 26 ottobre - Angelina Grimké, attivista statunitense (n. 1805)
- 28 ottobre - Busso XVI von Alvensleben, militare tedesco (n. 1792)
- 29 ottobre - Pietro Castiglia, politico italiano (n. 1808)
- 29 ottobre - Domonkos Zichy, vescovo cattolico ungherese (n. 1808)
- 31 ottobre - Jacob Abbott, scrittore e pedagogista statunitense (n. 1803)
- 31 ottobre - Joseph Hooker, militare statunitense (n. 1814)
- 31 ottobre - Marie Edmond Valentin, politico e militare francese (n. 1823)

## Novembre(25)
- 2 novembre - Jakob Heine, medico tedesco (n. 1800)
- 2 novembre - Abbondio Sangiorgio, scultore italiano (n. 1798)
- 3 novembre - Joseph Poelaert, architetto belga (n. 1817)
- 5 novembre - James Clerk Maxwell, fisico e matematico scozzese (n. 1831)
- 9 novembre - Francesco de Feo, patriota italiano (n. 1828)
- 12 novembre - Eugenio Villoresi, ingegnere italiano (n. 1810)
- 14 novembre - Alemayehu Teodoro, principe etiope (n. 1861)
- 15 novembre - Wilhem Friedrich Riese, scrittore e drammaturgo tedesco (n. 1807)
- 16 novembre - Giovanni Battista Cella, patriota italiano (n. 1837)
- 16 novembre - Carlo Giuseppe Benedetto Mercy d'Argenteau, arcivescovo cattolico e diplomatico belga (n. 1787)
- 17 novembre - Charles Jacquinot, ammiraglio e generale francese (n. 1796)
- 18 novembre - Giacomo Carderina, generale italiano (n. 1804)
- 19 novembre - Ryszard Wincenty Berwiński, poeta e scrittore polacco (n. 1819)
- 19 novembre - Joseph Lambert, generale russo (n. 1809)
- 22 novembre - Catherine Dickens, scrittrice inglese (n. 1815)
- 22 novembre - María Manuela Kirkpatrick, nobildonna spagnola (n. 1794)
- 23 novembre - Giovanni Battista Sicheri, poeta e patriota italiano (n. 1825)
- 24 novembre - Federico Maria Zinelli, vescovo cattolico italiano (n. 1805)
- 25 novembre - Maria Carolina Gibert de Lametz, principessa francese (n. 1793)
- 25 novembre - Gabriel Ranvier, militare francese (n. 1828)
- 26 novembre - Charles Spackman Barker, organaro e inventore britannico (n. 1804)
- 27 novembre - George Lambton, II conte di Durham, nobile inglese (n. 1828)
- 28 novembre - Michel Chevalier, economista francese (n. 1806)
- 30 novembre - August Bournonville, danzatore e coreografo danese (n. 1805)
- 30 novembre - Jefferson Columbus Davis, generale statunitense (n. 1828)

## Dicembre(35)
- 1º dicembre - Franz Ittenbach, pittore tedesco (n. 1813)
- 2 dicembre - Michelangelo Tonello, magistrato e politico italiano (n. 1800)
- 4 dicembre - William Clayton, presbitero statunitense (n. 1814)
- 6 dicembre - John Bentinck, V duca di Portland, nobile e politico inglese (n. 1800)
- 6 dicembre - William Boxall, pittore britannico (n. 1800)
- 6 dicembre - Salesio Pegrassi, scultore italiano (n. 1812)
- 7 dicembre - Jón Sigurðsson, politico islandese (n. 1811)
- 7 dicembre - José Gregorio Suárez, militare uruguaiano (n. 1813)
- 7 dicembre - Alessandrina Tambasco, patriota italiana (n. 1792)
- 8 dicembre - Friedrich Hoffmann, generale e politico tedesco (n. 1795)
- 8 dicembre - Carlos María de la Torre, militare e politico spagnolo (n. 1809)
- 9 dicembre - Alexander Sadebeck, geologo e mineralogista tedesco (n. 1843)
- 12 dicembre - Francesco Cusani, storico, scrittore e traduttore italiano (n. 1802)
- 14 dicembre - Claude-Étienne Minié, militare francese (n. 1804)
- 16 dicembre - Pieter Philip van Bosse, politico olandese (n. 1809)
- 16 dicembre - Jacob Brafman, pubblicista, docente e scrittore russo (n. 1824)
- 16 dicembre - Achille Monti, poeta e letterato italiano (n. 1825)
- 19 dicembre - Franz Christian Boll, medico tedesco (n. 1849)
- 20 dicembre - Udo Gebhard Ferdinand von Alvensleben, storico tedesco (n. 1814)
- 21 dicembre - Vincenzo Cosentino, magistrato italiano (n. 1831)
- 23 dicembre - Giovanni Cavalli, generale, inventore e politico italiano (n. 1808)
- 24 dicembre - Louis-Charles Féron, vescovo cattolico francese (n. 1794)
- 24 dicembre - Eduard Friedrich Leybold, pittore austriaco (n. 1798)
- 25 dicembre - Giuseppe Avezzana, generale e politico italiano (n. 1797)
- 25 dicembre - Rudolf Buchheim, farmacologo tedesco (n. 1820)
- 26 dicembre - Benedetto Scafi, abate italiano (n. 1806)
- 26 dicembre - Jacopo Sgarallino, patriota italiano (n. 1819)
- 28 dicembre - Matteo Antonio Picasso, pittore italiano (n. 1794)
- 28 dicembre - George Storrs, scrittore e insegnante statunitense (n. 1796)
- 29 dicembre - May Alcott, artista statunitense (n. 1840)
- 30 dicembre - Manuel de Araújo Porto-Alegre, scrittore, giornalista e pittore brasiliano (n. 1806)
- 30 dicembre - Jean-Baptiste Alphonse Dechauffour de Boisduval, medico, entomologo e botanico francese (n. 1799)
- 30 dicembre - Adelardo López de Ayala, scrittore e politico spagnolo (n. 1828)
- 31 dicembre - Alexander Pagenstecher, oculista tedesco (n. 1828)
- 31 dicembre - Muzio Tommasini, botanico e politico italiano (n. 1794)

## Senza giorno specificato(25)
- Ferdinando Bosio, religioso e patriota italiano (n. 1824)
- Bernhard Ernst von Bülow, diplomatico tedesco (n. 1815)
- Shen Baozhen, politico e militare cinese (n. 1820)
- Francis Cadell, esploratore britannico (n. 1822)
- Giuseppe Capparoni, incisore, pittore e editore italiano
- Ernest Chenu, militare francese (n. 1836)
- Chō Kōran, poetessa e artista giapponese (n. 1804)
- Epameinondas Deligiorgis, politico greco (n. 1829)
- Peter Desaga, inventore tedesco (n. 1812)
- Charles Fechter, attore teatrale francese (n. 1824)
- Maurycy Gottlieb, pittore polacco (n. 1856)
- Eleonora Grossi, mezzosoprano italiano (n. 1837)
- Adolf Jensen, pianista e compositore tedesco (n. 1837)
- Friedrich Leybold, botanico, farmacista e naturalista tedesco (n. 1827)
- Angelo Lipparini, attore teatrale italiano (n. 1801)
- Michele Lopez, scrittore, numismatico e museologo italiano (n. 1795)
- Lupo Solitario, nativo americano
- William Palmer, teologo britannico (n. 1811)
- Marie Roch Louis Reybaud, politico francese (n. 1799)
- José Antonio Saco, scrittore cubano (n. 1797)
- Giovan Maria Salati, militare italiano (n. 1796)
- Benedetto Servolini, pittore italiano (n. 1805)
- Marianna Moro Lin, attrice teatrale italiana (n. 1840)
- Aristotelis Valaoritis, poeta greco (n. 1824)
- Agrafena Fëdorovna Zakrevskaja, nobildonna russa (n. 1800)